# Sam Hallam
Sam George Hallam (ur. 15 lipca 1979 w Västerort) – szwedzki hokeista brytyjskiego pochodzenia grający na pozycji obrońcy, trener.

## Kariera
Sam Hallam urodził się i wychował w Sztokholmie, gdzie w latach 1997–1998 grał w AIK, w którym w latach 1996–1997 i 1998–1999 grał w drużynie U-20. W latach 1999–2000 reprezentował barwy IFK Tumba/IK Botkyrka, następnie w latach 2000–2004 grał w IK Bofors, a w latach 2004–2005 w drużynie U-20, po czym zakończył karierę sportową w wyniku problemów z plecami.

## Kariera trenerska
San Hallam po zakończeniu kariery sportowej rozpoczął karierę trenerską. W latach 2006–2009 był asystentem trenera IK Bofors, w którym następnie w latach 2009–2012 był głównym trenerem. W sezonie 2012/2013 najpierw był asystentem Janne Karlssona w Växjö Lakers, potem zastąpił go na stanowisku trenera klubu, z którym do 2022 roku odnosił sukcesy na arenie krajowej i międzynarodowej: trzykrotnie Puchar Le Mata – trofeum za mistrzostwo Szwecji (2015, 2018, 2021) oraz dotarł do finału Hokejowej Ligi Mistrzów 2017/2018, w którym 6 lutego 2018 roku na Vida Arena w Växjö przegrał z fińskim JYP 2:0, za co został Trenerem Roku w Szwecji.
9 grudnia 2021 roku został ogłoszonym następcą Johana Garpenlöva na stanowisku selekcjonera reprezentacji Szwecji po mistrzostwach świata 2022 Elity w Finlandii i podpisał kontrakt do 2026 roku, dzięki czemu ma prowadzić drużynę Trzech Koron podczas m.in.: mistrzostw świata 2025 Elity, które odbędą się w Szwecji oraz turnieju olimpijskiego 2026 w Cortina d’Ampezzo.

## Sukcesy

### Trenerskie
Växjö Lakers
- Puchar Le Mata: 2015, 2018, 2021
- Finał Hokejowej Ligi Mistrzów: 2018

### Indywidualne
- Trener Roku w Szwecji: 2018